# Humphroy de Thérouanne
Humphroy (en latin Hunfridus ou  Humfridus) fut évêque de Thérouanne (episcopus Morinensis) de 856 à sa mort le 8 mars 869, abbé de Saint-Bertin de 864 à 866. C'est un saint catholique, fêté le 8 mars.

## Biographie
Moine de l'abbaye de Prüm, il fut appelé à succéder à l'évêque Folcuin. Le 1er juin 860, un groupe de Danois commandé par le chef Weland s'empara des abbayes de Saint-Bertin et de Saint-Omer (à trois lieues au nord de Thérouanne), et ravagea le Pays Ternois. Sans doute après ces événements, Humphroy demanda au pape Nicolas Ier d'être déchargé de ses fonctions et de retourner à la vie monastique, ce que le pape refusa. Vers 860, il engagea Hmphroy ou Huntfrid à ne pas abandonner son siège quoiqu'il aité été chassé par les Normands et obligé de trouver refuge dans un monastère.
Le 15 août 862, il se serait produit un miracle à Thérouanne : un serviteur repassant la chemise de son maître qui devait se rendre à la messe aurait vu du sang jaillir sous son fer. Humphroy ordonna que la chemise soit conservée dans la cathédrale, et que ce jour de l'Assomption soit célébré et chômé dans le diocèse, ce qu'il n'était pas auparavant.
En 864, Adalard, abbé de Saint-Bertin, mourut. L'évêque Humphroy le remplaça deux ans dans ses fonctions, mais le 19 juin 866, le roi Charles le Chauve lui substitua l'un de ses proches, Hilduin († 7 juin 877), qui acheta l'abbaye pour trente livres d'or.
Humphroy assista et souscrivit au concile de Touzy (22 octobre - 7 novembre 860). À sa mort, il fut remplacé par Actard, par ailleurs évêque de Nantes.